# Grande Prêmio da China de 2008
Resultados do Grande Prêmio da China de Fórmula 1 realizado em Xangai em 19 de outubro de 2008. Décima sétima etapa do campeonato, foi vencido pelo britânico Lewis Hamilton, da McLaren-Mercedes, que subiu ao pódio ladeado por Felipe Massa e Kimi Räikkönen, pilotos da Ferrari.

## Classificação da prova

### Treinos classificatórios
| Pos.   | Nº | Piloto               | Equipe              | Q1       | Q2       | Q3       | Grid | Notas      |
| ------ | -- | -------------------- | ------------------- | -------- | -------- | -------- | ---- | ---------- |
| 1      | 22 | Lewis Hamilton       | McLaren-Mercedes    | 1:35.566 | 1:34.947 | 1:36.303 | 1    |            |
| 2      | 1  | Kimi Räikkönen       | Ferrari             | 1:35.983 | 1:35.355 | 1:36.645 | 2    |            |
| 3      | 2  | Felipe Massa         | Ferrari             | 1:35.971 | 1:35.135 | 1:36.889 | 3    |            |
| 4      | 5  | Fernando Alonso      | Renault             | 1:35.769 | 1:35.461 | 1:36.927 | 4    |            |
| 5      | 23 | Heikki Kovalainen    | McLaren-Mercedes    | 1:35.623 | 1:35.216 | 1:36.930 | 5    |            |
| 6      | 4  | Mark Webber          | Red Bull-Renault    | 1:36.238 | 1:35.686 | 1:37.083 | 16   | [ nota 2 ] |
| 7      | 11 | Nick Heidfeld        | BMW Sauber          | 1:36.224 | 1:35.403 | 1:37.201 | 9    | [ nota 3 ] |
| 8      | 12 | Sebastian Vettel     | Toro Rosso-Ferrari  | 1:35.752 | 1:35.386 | 1:37.685 | 6    |            |
| 9      | 15 | Jarno Trulli         | Toyota              | 1:36.104 | 1:35.715 | 1:37.934 | 7    |            |
| 10     | 14 | Sébastien Bourdais   | Toro Rosso-Ferrari  | 1:36.239 | 1:35.478 | 1:38.885 | 8    |            |
| 11     | 9  | Nelson Piquet Jr.    | Renault             | 1:36.029 | 1:35.722 |          | 10   |            |
| 12     | 6  | Robert Kubica        | BMW Sauber          | 1:36.503 | 1:35.814 |          | 11   |            |
| 13     | 10 | Timo Glock           | Toyota              | 1:36.210 | 1:35.937 |          | 12   |            |
| 14     | 8  | Rubens Barrichello   | Honda               | 1:36.640 | 1:36.079 |          | 13   |            |
| 15     | 7  | Nico Rosberg         | Williams-Toyota     | 1:36.434 | 1:36.210 |          | 14   |            |
| 16     | 3  | David Coulthard      | Red Bull-Renault    | 1:36.731 |          |          | 15   |            |
| 17     | 17 | Kazuki Nakajima      | Williams-Toyota     | 1:36.863 |          |          | 17   |            |
| 18     | 16 | Jenson Button        | Honda               | 1:37.053 |          |          | 18   |            |
| 19     | 20 | Adrian Sutil         | Force India-Ferrari | 1:37.730 |          |          | 19   |            |
| 20     | 21 | Giancarlo Fisichella | Force India-Ferrari | 1:37.739 |          |          | 20   |            |
| Fonte: |    |                      |                     |          |          |          |      |            |

### Corrida
| Pos.   | Nº | Piloto               | Construtor          | Voltas | Tempo/Diferença  | Grid | Pontos |
| ------ | -- | -------------------- | ------------------- | ------ | ---------------- | ---- | ------ |
| 1      | 22 | Lewis Hamilton       | McLaren-Mercedes    | 56     | 1:31.57.403      | 1    | 10     |
| 2      | 2  | Felipe Massa         | Ferrari             | 56     | + 14.925         | 3    | 8      |
| 3      | 1  | Kimi Räikkönen       | Ferrari             | 56     | + 16.445         | 2    | 6      |
| 4      | 5  | Fernando Alonso      | Renault             | 56     | + 18.370         | 4    | 5      |
| 5      | 3  | Nick Heidfeld        | BMW Sauber          | 56     | + 28.923         | 9    | 4      |
| 6      | 4  | Robert Kubica        | BMW Sauber          | 56     | + 33.219         | 11   | 3      |
| 7      | 12 | Timo Glock           | Toyota              | 56     | + 41.722         | 12   | 2      |
| 8      | 6  | Nelson Piquet Jr.    | Renault             | 56     | + 56.645         | 10   | 1      |
| 9      | 15 | Sebastian Vettel     | Toro Rosso-Ferrari  | 56     | + 1:04.339       | 6    |        |
| 10     | 9  | David Coulthard      | Red Bull-Renault    | 56     | + 1:14.842       | 15   |        |
| 11     | 17 | Rubens Barrichello   | Honda               | 56     | + 1:25.061       | 13   |        |
| 12     | 8  | Kazuki Nakajima      | Williams-Toyota     | 56     | + 1:30.847       | 17   |        |
| 13     | 14 | Sébastien Bourdais   | Toro Rosso-Ferrari  | 56     | + 1:31.457       | 8    |        |
| 14     | 10 | Mark Webber          | Red Bull-Renault    | 56     | + 1:32.422       | 16   |        |
| 15     | 7  | Nico Rosberg         | Williams-Toyota     | 55     | + 1 volta        | 14   |        |
| 16     | 16 | Jenson Button        | Honda               | 55     | + 1 volta        | 18   |        |
| 17     | 21 | Giancarlo Fisichella | Force India-Ferrari | 55     | + 1 volta        | 20   |        |
| Ret    | 23 | Heikki Kovalainen    | McLaren-Mercedes    | 49     | Freios           | 5    |        |
| Ret    | 20 | Adrian Sutil         | Force India-Ferrari | 13     | Motor            | 19   |        |
| Ret    | 11 | Jarno Trulli         | Toyota              | 2      | Danos de colisão | 7    |        |
| Fonte: |    |                      |                     |        |                  |      |        |

## Tabela do campeonato após a corrida
| Pos.   | Piloto         | Pontos |
| ------ | -------------- | ------ |
| 1      | Lewis Hamilton | 94     |
| 2      | Felipe Massa   | 87     |
| 3      | Robert Kubica  | 75     |
| 4      | Kimi Räikkönen | 69     |
| 5      | Nick Heidfeld  | 60     |
| Fonte: |                |        |

| Pos.   | Construtor       | Pontos |
| ------ | ---------------- | ------ |
| 1      | Ferrari          | 156    |
| 2      | McLaren–Mercedes | 145    |
| 3      | BMW Sauber       | 135    |
| 4      | Renault          | 72     |
| 5      | Toyota           | 52     |
| Fonte: |                  |        |

- Nota: Somente as primeiras cinco posições estão listadas.